# Nyankoba
Nyankoba är ett periodiskt vattendrag i Burundi.   Det ligger i provinsen Rutana, i den centrala delen av landet, 100 km öster om huvudstaden Bujumbura.
Omgivningarna runt Nyankoba är huvudsakligen savann. Runt Nyankoba är det ganska tätbefolkat, med 100 invånare per kvadratkilometer.